# 黒田武一郎
黒田 武一郎（くろだ ぶいちろう、1960年〈昭和35年〉2月20日 - ）は、日本の自治・総務官僚。宮内庁次長。
熊本県副知事、総務省大臣官房長、総務省自治財政局長、消防庁長官、総務審議官（自治行政担当）、総務事務次官などを歴任。

## 人物・経歴
兵庫県尼崎市出身。灘高等学校を経て、1982年東京大学法学部卒業、自治省入省。入省同期に元農水副大臣の礒崎陽輔がいる。広島市商工課長、財政課長、地方公務員災害補償基金審査課次長、熊本県財政課長。財政局が長く財政局調整室課長補佐、地方債課課長補佐、地方債課理事官、財政課財政企画官を務めた。その後熊本県総務部長、副知事として5年在職し熊本県では8年間勤務した。総務省自治財政局財政課財政企画官兼総務省大臣官房参事官、総務省自治財政局交付税課長、地方債課長、自治行政局地域政策課長、総務省自治財政局財政課長兼消防庁国民保護・防災部参事官、自治大学校副校長兼総務省大臣官房審議官、総務省大臣官房審議官（財政制度・財務担当）等を経て、2013年内閣官房内閣審議官（内閣官房副長官補付） 命 内閣官房社会保障改革担当室審議官 命 内閣官房原子力規制組織等改革推進室長 命 内閣官房国土強靱化推進室審議官。2015年7月31日総務省大臣官房長。2016年6月17日総務省自治財政局長。2018年消防庁長官。2019年総務審議官。同年総務事務次官。2021年東北新社役職員による総務省幹部接待問題で倫理監督を巡り厳重注意。同年今度はNTTによる接待を巡り訓告処分。2022年退官、野村証券顧問。
2023年（令和5年）12月19日、宮内庁次長に就任。

## 年譜
- 国家公務員採用上級甲種試験（法律）合格。
- 1982年04月01日：自治省入省。財政局交付税課兼大臣官房総務課[15][16]
- 1982年07月00：秋田県地方課
- 1984年08月00：参議院法制局第四部第二課
- 1985年07月00：自治省財政局交付税課
- 1987年04月00：広島市商工課長
- 1989年04月00：広島市財政課長
- 1990年04月00：地方公務員災害補償基金審査課次長
- 1991年07月00：熊本県財政課長
- 1994年04月00：自治省財政局調整室課長補佐
- 1996年04月00：自治省財政局地方債課課長補佐
- 1997年01月00：自治省財政局地方債課理事官
- 1998年04月00：自治省財政局財政課財政企画官
- 1999年07月00：熊本県総務部長
- 2000年05月00：熊本県副知事
- 2004年06月00：総務省自治財政局財政課財政企画官（併）大臣官房参事官
- 2005年01月11日：総務省自治財政局交付税課長[17]
- 2007年07月10日：総務省自治財政局地方債課長[18]
- 2009年07月14日：総務省自治行政局地域政策課長（併）内閣官房内閣参事官（内閣官房副長官補付）（命）内閣官房総合海洋政策本部事務局参事官[19][20]
- 2010年04月01日：総務省自治財政局財政課長[21][22]
- 2011年0
  - 4月01日：総務省自治財政局財政課長（併）消防庁国民保護・防災部参事官[23]
  - 06月27日：総務省自治財政局財政課長[23]
  - 06月30日：総務省自治財政局財政課長（併）自治財政局財務調査課長[24]
  - 07月01日：総務省自治財政局財政課長[24]
- 2012年
  - 04月01日：自治大学校副校長（併）大臣官房審議官（命）自治財政局財政課長事務取扱[25]
  - 08月10日：総務省大臣官房審議官（財政制度・財務担当）[26]
- 2013年08月02日：内閣官房内閣審議官（内閣官房副長官補付）（命）内閣官房社会保障改革担当室審議官（命）内閣官房国土強靱化推進室審議官[27]
- 2015年
  - 05月01日：内閣官房内閣審議官（内閣官房副長官補付）（命）内閣官房社会保障改革担当室審議官（命）内閣官房沖縄連絡室室員（命）内閣官房国土強靱化推進室審議官[28]
  - 07月31日：総務省大臣官房長[29][30]
- 2016年06月17日：総務省自治財政局長[31]
- 2018年08月01日：消防庁長官（命）消防庁倫理監督官[32]
- 2019年
  - 07月05日：総務審議官（自治行政担当）[33]
  - 12月20日：総務事務次官（命）総務省倫理監督官[34]
- 2022年06月28日：総務省退官[35]
- 2023年12月19日：宮内庁次長[1]

## 著書
- 『時のはざまに』熊本日日新聞社 2011年
- 『地方交付税を考える―制度への理解と財政運営の視点』ぎょうせい 2018年